# Hermann Credner
Carl Hermann Georg Credner (født 1. oktober 1841 i Gotha, død 21. juli 1913 i Leipzig) var en tysk geolog.
Credner studerede først bjergværkslære i Klausthal, senere geologi og mineralogi i Breslau og Göttingen og foretog derefter i omtrent 4 år geologiske undersøgelser i Nordamerika. 1872 blev han direktør for den geologiske undersøgelse i Kongeriget Sachsen, hvis geologiske kortlægning han fik fuldført i løbet af forholdsvis kort tid. Senere btev han tillige professor i geologi og palæontologi ved Universitetet i Leipzig. Begge disse stillinger fratrådte han 1912. 
Credners arbejdsområde strakte sig over næsten hele mineralogien og geologien; særlig kan fremhæves hans undersøgelser af de sachsiske jordskælv og af de i nærheden af Dresden fundne permiske urpadder og krybdyr. Navnlig fik Credner dog betydning som lærer, hvortil i høj grad bidrog hans Elemente der Geologie (1872; 11. udgave 1912). Af hans talrige andre arbejder kan nævnes Geologische Uebersichtskarte des Königreichs Sachsen (to udgaver i forskellig målestok; 1908 og 1910).